# 볼리바르 경기 대회
볼리바르 경기 대회(영어: Bolivarian Games, 스페인어: Juegos Bolivarianos)는 라틴 아메리카의 독립 영웅인 시몬 볼리바르의 업적을 기념하기 위해 열리는 종합 스포츠 대회이다. 볼리바르 스포츠 기구(영어: Bolivarian Sports Organization, 스페인어: Organización Deportiva Bolivariana, 약칭 ODEBO)가 대회를 주관한다. 시몬 볼리바르가 태어난 국가 또는 그가 해방시킨 국가(콜롬비아, 에콰도르, 베네수엘라, 페루, 볼리비아, 파나마)에서 열린다.

## 역대 대회 목록
| 연도        | 횟수 | 개최 도시                  | 개최국     | 날짜                  | 참가국 수 | 최다 메달 획득 국가 |
| ----------- | ---- | -------------------------- | ---------- | --------------------- | --------- | ------------------- |
| 1938년      | 1    | 보고타                     | 콜롬비아   | 8월 6일 - 8월 22일    | 6         | 페루                |
| 1947년-48년 | 2    | 리마                       | 페루       | 12월 26일 - 1월 8일   | 6         | 페루                |
| 1951년      | 3    | 카라카스                   | 베네수엘라 | 12월 5일 - 12월 21일  | 6         | 페루                |
| 1961년      | 4    | 바랑키야                   | 콜롬비아   | 12월 3일 - 12월 16일  | 5         | 베네수엘라          |
| 1965년      | 5    | 키토 과야킬                | 에콰도르   | 11월 20일 - 12월 6일  | 6         | 베네수엘라          |
| 1970년      | 6    | 마라카이보                 | 베네수엘라 | 8월 23일 - 9월 6일    | 6         | 베네수엘라          |
| 1973년      | 7    | 파나마시티                 | 파나마     | 2월 17일 - 3월 3일    | 5         | 베네수엘라          |
| 1977년      | 8    | 라파스                     | 볼리비아   | 10월 15일 - 10월 29일 | 6         | 베네수엘라          |
| 1981년      | 9    | 바르키시메토               | 베네수엘라 | 12월 4일 - 12월 14일  | 6         | 베네수엘라          |
| 1985년      | 10   | 암바토 쿠엥카 포르토비에호 | 에콰도르   | 11월 9일 - 11월 18일  | 6         | 베네수엘라          |
| 1989년      | 11   | 마라카이보                 | 베네수엘라 | 1월 14일 - 1월 25일   | 6         | 베네수엘라          |
| 1993년      | 12   | 산타크루스 코차밤바        | 볼리비아   | 4월 24일 - 5월 2일    | 6         | 베네수엘라          |
| 1997년      | 13   | 아레키파                   | 페루       | 10월 17일 - 10월 26일 | 6         | 베네수엘라          |
| 2001년      | 14   | 암바토                     | 에콰도르   | 9월 7일 - 9월 16일    | 6         | 베네수엘라          |
| 2005년      | 15   | 아르메니아 페레이라        | 콜롬비아   | 8월 12일 - 8월 21일   | 6         | 베네수엘라          |
| 2009년      | 16   | 수크레                     | 볼리비아   | 11월 15일 - 11월 26일 | 6         | 베네수엘라          |
| 2013년      | 17   | 트루히요                   | 페루       | 11월 16일 - 11월 30일 | 11        | 콜롬비아            |
| 2017년      | 18   | 산타마르타                 | 콜롬비아   | 11월 11일 - 11월 25일 | 11        | 콜롬비아            |

## 메달 집계
| 볼리바르 경기 대회 메달 집계 | 볼리바르 경기 대회 메달 집계 | 볼리바르 경기 대회 메달 집계 | 볼리바르 경기 대회 메달 집계 | 볼리바르 경기 대회 메달 집계 | 볼리바르 경기 대회 메달 집계 |
| ---------------------------- | ---------------------------- | ---------------------------- | ---------------------------- | ---------------------------- | ---------------------------- |
| 순위                         | 나라                         | 금                           | 은                           | 동                           | 합계                         |
| 1                            | 베네수엘라                   | 1856                         | 1487                         | 1145                         | 4488                         |
| 2                            | 콜롬비아                     | 1399                         | 1313                         | 1067                         | 3779                         |
| 3                            | 페루                         | 592                          | 671                          | 861                          | 2124                         |
| 4                            | 에콰도르                     | 401                          | 661                          | 1010                         | 2072                         |
| 5                            | 파나마                       | 192                          | 190                          | 307                          | 689                          |
| 6                            | 볼리비아                     | 107                          | 182                          | 418                          | 707                          |
| 7                            | 칠레                         | 87                           | 97                           | 150                          | 334                          |
| 8                            | 과테말라                     | 38                           | 45                           | 65                           | 148                          |
| 9                            | 도미니카 공화국              | 36                           | 33                           | 78                           | 147                          |
| 10                           | 파라과이                     | 16                           | 17                           | 21                           | 54                           |
| 11                           | 엘살바도르                   | 9                            | 15                           | 17                           | 41                           |
| 합계                         | 합계                         | 4731                         | 4702                         | 5147                         | 14578                        |

## 같이 보기
- 안데스 공동체
- 라틴아메리카
- 코노 수르
- 팬아메리칸 게임
- 중앙아메리카·카리브해 경기 대회
- 남아메리카 게임
- 프런티어
- 기아나